# Jávai halkapó
A jávai halkapó (Halcyon cyanoventris) a madarak osztályának szalakótaalakúak (Coraciiformes) rendjébe és a jégmadárfélék (Alcedinidae) családjába tartozó faj.

## Rendszerezése
A fajt Louis Pierre Vieillot francia ornitológus írta le 1818-ban.

## Előfordulása
Indonéziához tartozó Bali és Jáva szigetén honos. Természetes élőhelyei a szubtrópusi és trópusi síkvidéki esőerdők, mangroveerdők, lombhullató erdők és cserjések, édesvizű tavak és mocsarak, valamint szántóföldek és legelők. Állandó, nem vonuló faj.

## Megjelenése
Testhossza 27 centiméter.

## Életmódja
Főként a szárazföldi rovarokkal táplálkozik, de halakat, békákat, édesvízi garnélarákokat és a vízi bogarak lárvait is fogyasztja.

## Természetvédelmi helyzete
Az elterjedési területe elég nagy, egyedszáma ugyan csökkenő, de még nem éri el a kritikus szintet. A Természetvédelmi Világszövetség Vörös listáján nem fenyegetett fajként szerepel.